# キャリアメール
キャリアメール（和製英語）とは、移動体通信事業者（通信キャリア）が携帯電話端末向けに提供する電子メールサービスの総称である。携帯メールとも呼ばれる。日本独自の携帯電話向けサービスである。

## 概要
第2世代移動通信システム（2G）においてショートメッセージサービス（SMS。ショートメール・Cメールなど）が開始された。音声通話よりも安価であり、なおかつ圏外などの理由で受信できないときでもあとで受信することができるSMSが、利用者同士のメッセージ交換に使われるようになっていった。SMSでは相手先は電話番号で指定するが、当時は電話番号だけでは相手先がどの事業者を使用しているかを判別することはできず、また事業者・携帯電話端末によってSMSの仕様が異なるという問題があった。そこで電子メール（RFC821, RFC822）の仕様を独自拡張し、携帯電話のパケット通信機能を使って携帯電話事業者が所有するメールサーバーとSMTP・POPでデータ通信をする方法をとった。これがキャリアメールである。ただしこれだけではキャリアメールの新規着信通知を行うことができなかったため、SMSのように信号チャネルを使って新着通知を端末に配信した。
サービスとしては、NTTドコモが1999年2月にiモードとともにiモードメールを開始。これを皮切りに、各事業者が独自のサービス名で携帯電話・PHS向けの電子メールサービスの提供を開始し、これらを総称して「携帯メール」と呼ばれた。スマートフォン普及期には「キャリアメール」と呼ばれるようになった。
キャリアメールには文字数制限がないというメリットがあった。対して通信料金では、短文を送るのであれば普及当初は、送信料金が十数円から数円程度のSMSの方が安価だった。のちにパケット定額制が普及したため、その後は必ずしもSMSの方が安価であるとは言えない。

## 歴史的経緯

### 2G時代
キャリアメールの誕生の経緯は、日本におけるSMSの発展不良と表裏一体の関係にある。なお以降の会社名表記は、いずれも当時の名称。
最初のSMSの規格は、1980年代にGSMの規格のひとつとして定められ、商業展開されたのは1995年頃である。SMSは、音声通話・データ通信とは異なり、トラヒックチャネルではなく信号チャネルが使われている。160字までという字数制限があるかわりに即時性が高く、送受信の単価が安かった。当初のSMSに使われた文字セットは、GSM 7bitと呼ばれるもので英数字にウムラウトや記号を追加したものだった。第2世代携帯電話の規格としては、他にcdmaOne(IS-95)、D-AMPS(IS-54とIS-136)、PDCなどが策定されたが、いずれもGSMのSMSと同様の仕掛けで、ショートメッセージサービスの仕様が作られた。当初は、異なる規格でのメッセージ交換は出来なかった。しかし、非無線部のネットワーク体系は、GSM側はGSMコアネットワーク(GSM MAP)で、アメリカ側(cdmaOne,IS-136)はIS-41(ANSI-41)であり。この両者間での相互接続の仕様が整備され、海外では2000年ごろには、GSM 7bitの範囲では、国境、ネットワーク規格を越えて、電話番号だけでショートメッセージ交換はできるようになった。
日本での支配的な第2世代携帯電話規格は、NTTグループが中心になって定めたPDCであった。エヌ・ティ・ティ移動通信網（以降、ドコモと記述）が1993年にサービスを開始し、他の国内事業者も同じくPDCを採用した。ドコモによるSMSショートメールは、やや遅れて1997年にサービスが開始されたが、最初から英数字にかぎっても海外とはショートメッセージ交換はできなかった。なぜ、日本のPDCと海外ネットワークとのショートメッセージ交換の為の相互接続仕様を定めなかったのかは不明だが、その最大の理由は、1990年代後半にはすでに第3世代携帯電話（3G）の規格策定は進んでいて、3GはW-CDMAを推す後の3GPP（GSMとGSMコアネットワークを継承）とクアルコムが開発したcdma2000を推す後の3GPP2（cdmaOneとIS-41ネットワークを継承）の二大陣営になることが決まっていて、ドコモは3GPPに参加してW-CDMA規格を採用し、PDCとPDC仕様ネットワーク体系はそのうち廃止されることが決まっていた為だと思われる。この決定は、裏を返すと将来ドコモが導入する3Gネットワークを独自改修してPDCとショートメッセージ交換可能にしない限り、PDCが消滅する日まで、国内では電話番号だけでショートメッセージ交換できないことを意味していた。問題は、日本で3Gサービスが始まるより前に現実のものとなった。
1997年に、DDIセルラーグループとIDOは、PDCを使っている限りドコモによる技術支配は免れないなどとして、新たにcdmaOneを導入しPDCのサービスを廃止することに決めた。DDIセルラーグループ・IDOのcdmaOneは、海外のcdmaOneとほぼ同一仕様であり、本来であればSMSの実装も同一で海外とのショートメッセージ交換は問題ない筈であったが、実際に展開されたDDIセルラーグループ・IDOのショートメッセージサービスはそうではなかった。さらにPDC事業者とのショートメッセージ交換もできず、DDIセルラーグループ・IDOがcdmaOneサービスを始めた1998年以降、国内では携帯電話の間でも電話番号だけでのショートメッセージ交換は保証されなくなった。PHSと携帯電話の間では、最初からショートメッセージ交換はできなかった。

### 3G時代
2001年に、ドコモが3GサービスFOMA（W-CDMA）をサービスインしたのを皮切りに、2002年にはKDDIグループとボーダフォン（日本）もそれぞれ3Gサービスを開始した。それぞれのSMSは世界仕様であり、海外とのSMS交換は改善されたが、国内にはショートメッセージ交換出来ないネットワークは残っており、相手の事業者によっては電話番号だけではショートメッセージ交換ができない状況は改善されなかった。
各携帯電話事業者ともに通信規格・文字メッセージサービス・携帯電話端末の仕様が異なったり、またPHS・携帯電話の浸透期であったことによる利用者の囲い込みの意図もあり、一部の例外を除き2011年7月に国内の各携帯電話事業者とSMS相互接続が実施されるまで、国内の他の携帯電話事業者の利用者とSMSをやり取りすることはできなかった。13年近くの間、日本は電話番号だけでショートメッセージ交換がまともに出来ない珍しい国だった。

### 利用者の低下
スマートフォン時代を迎え、フリーメールの普及が進んだ。さらに、2011年6月には携帯電話向けSNSとインスタントメッセンジャーの両方の性質を持つLINEが登場し、2014年7月には日本国内の利用者数が5,200万人を超える など急成長。若者をはじめとして30・40代にもコミュニケーション手段としてLINEを使用する動きが広がり、キャリアメールの利用が減っていった。そのため残るキャリアメールの利用者は、様々なサービスに登録したことで変更が面倒などの理由があると推測される。
これらの事情から2021年3月に大手携帯電話3社が導入する新料金プラン（ahamo・povo・LINEMO）では料金を安くする代わりにキャリアメールのサービスを提供しないことをそれぞれ発表した。

### メールアドレス・ポータビリティ
2020年12月9日に、総務省は、"携帯電話料金の低廉化についての総務省の取り組みについて" を公表したが、そのアクションプランの中には、"キャリアメールの持ち運び実現の検討"を2021年内に行うとした。これは、MNP(モバイル・ナンバー・ポータビリティ)で、契約事業者を変更したあとでも、なんらかの方法でキャリアメールを使えるようにする、ということである。
その後、2021年12月よりNTTドコモとauで有料サービスを開始した。
前述の様に、携帯電話事業者所有ドメインのメールアドレスが広く普及したのは日本だけで、海外のMMSは電話番号でも受けることが出来たので、事業者所有ドメインのメールアドレスのユーザー使用はほとんど広まらなかった。さらにスマートフォンの時代になって、MMSそのものの利用が、SMSと電子メールに挟撃されて利用が減っているので、この問題は、海外ではほとんどないに等しい。

## サービス名
携帯電話などのインターネットサービスに加入すると、事業者が設定するドメイン名がついたメールアドレス（～@docomo.ne.jp、～@au.com、～@softbank.ne.jp 、～@ymobile.ne.jp、～@uqmobile.jpなど）が付与される。

### 携帯電話
- NTTドコモ
  - ドコモメール
○○@docomo.ne.jp
    - iモードメール（2026年廃止予定）
○○@docomo.ne.jp（ドコモメールでも使用できる）
（電話番号）（シークレットコード）@docomo.ne.jp
    - spモードメール（廃止　ドコモメールでも使用できる）
○○@docomo.ne.jp

  - VERTU Club（廃止　MVNO）
○○@vertuclub.ne.jp
- KDDI/沖縄セルラー電話
  - auブランド
    - auメール
○○@au.com
○○@△△.biz.au.com（ビジネスメールアドレス　法人契約）
      - EZwebメール（終了　auメールでも使用できる）
○○@ezweb.ne.jp
○○@augps.ezweb.ne.jp（あんしんGPS）
○○@biz.ezweb.ne.jp（ビジネスメールアドレス　法人契約）
        - EZweb@mail（PacketOne端末専用　廃止）
○○@c△.ezweb.ne.jp, ○○@e△.ezweb.ne.jp
        - 旧ツーカーグループ
          - Sky Message E-mailサービス・ロングEメールサービス（廃止　継続契約者はEZwebメールでも使用できたが、現在は使用不可能）
○○@sky.tu-ka.ne.jp（ツーカーセルラー東京）, ○○@sky.tkc.ne.jp, ○○@△△.sky.tkc.ne.jp（ツーカーセルラー東海）, ○○@△△.sky.tkk.ne.jp, ○○@sky.tkk.ne.jp（ツーカーホン関西）
          - EZwebスタンダード EZメール・EZwebプレミアム EZメール → EZweb@mail・EZweb@mail2（サービス終了　継続契約者はEZwebメールでも使用できる）
○○@t△.ezweb.ne.jp

        - 旧セルラー電話グループ
          - EVメール・Cメール（サービス終了）
○○@dct.dion.ne.jp（北海道セルラー電話）, ○○@tct.dion.ne.jp（東北セルラー電話）, ○○@hct.dion.ne.jp（北陸セルラー電話）, ○○@kct.dion.ne.jp（関西セルラー電話）, ○○@cct.dion.ne.jp（中国セルラー電話）, ○○@sct.dion.ne.jp（四国セルラー電話）, ○○@oct.dion.ne.jp（沖縄セルラー電話）
          - EZWebスタンダード・EZwebプレミアム（サービス終了　継続契約者はEZwebメールでも使用できる）
○○@a△.ezweb.ne.jp（PDC方式の端末）, ○○@b△.ezweb.ne.jp（cdmaOne方式の端末）

        - 旧日本移動通信（IDO）
          - EZaccess Eメール（サービス終了　継続契約者はEZwebメールでも使用できる）
○○@eza.ido.ne.jp, ○○@ezg.ido.ne.jp（cdmaOne方式の端末）
○○@ez△.ido.ne.jp（△はb～fとj　PacketOne対応端末）

  - UQ mobile（旧UQコミュニケーションズ/UQモバイル沖縄（旧 沖縄バリューイネイブラー））
    - メールサービス
○○@uqmobile.jp
- ソフトバンク
  - SoftBankブランド
    - S!メール
○○@softbank.ne.jp
    - Eメール(i)（iPhone専用）

○○@i.softbank.jp
    - 旧ボーダフォン
      - Vodafone live! オリジナルメール（サービス終了　サブドメインは初回契約時のエリアで決まる　継続契約者・メールアドレス持ち運びサービス利用者は引きつづき使用できる[9]）
○○@d.vodafone.ne.jp（北海道地方）, ○○@h.vodafone.ne.jp（東北地方・新潟県）, ○○@t.vodafone.ne.jp（関東・甲信地方）, ○○@c.vodafone.ne.jp（東海地方）, ○○@r.vodafone.ne.jp（北陸地方）, ○○@k.vodafone.ne.jp（関西地方）, ○○@n.vodafone.ne.jp（中国地方で契約）, ○○@s.vodafone.ne.jp（四国地方）, ○○@q.vodafone.ne.jp（九州・沖縄地方）
      - 旧J-PHONEグループ
        - Sky Walker E-mailサービス・J-Sky Walker ロングE-mailサービス（サービス終了　継続契約者・メールアドレス持ち運びサービス利用者は引きつづき使用できる[9]）
○○@jp-t.ne.jp（J-PHONE東京）, ○○@jp-k.ne.jp（J-PHONE関西）,  ○○@jp-c.ne.jp（J-PHONE東海）

      - 旧デジタルツーカーグループ
        - スカイワープEメール（サービス終了）
○○@email.sky.dtg.ne.jp（デジタルツーカー北海道・デジタルツーカー東北・デジタルツーカー北陸・デジタルツーカー中国・デジタルツーカー四国・デジタルツーカー九州）

  - Y!mobileブランド
    - 電話サービス（タイプ1・2・3）
○○@ymobile.ne.jp（スマートフォン用　※SMSの一種であるMMS）
    - ケータイ用Eメール
○○@y-mobile.ne.jp（フィーチャーフォン用　継続契約者・メールアドレス持ち運びサービス利用者は引きつづき使用できる[9]）
    - 旧イー・モバイルの回線を使用する端末からの継続契約者
○○@ymobile1.ne.jp

  - ディズニー・モバイル
    - ディズニー・モバイル・オン・ソフトバンク（サービス終了　ソフトバンクに移行した継続契約者・メールアドレス持ち運びサービス利用者は引きつづき使用できる[9]）
○○@disney.ne.jp
- 楽天モバイル
  - 楽メール（旧 楽天メール〔現 Rメール、○○@rakuten.jp〕[10]とは別物）
○○@rakumail.jp[11]

### PHS
ソフトバンクに関しては、一部のメールアドレスのみ携帯電話、およびはメールアドレス持ち運びサービスに移行後も使用できる。
- NTTパーソナル （ドコモPHS）
  - キャラめーる（サービス終了）
（050ではじまる電話番号）@cmhokkaido.nttpnet.ne.jp（NTT北海道パーソナル通信網）, （050ではじまる電話番号）@cmtohoku.nttpnet.ne.jp（NTT東北パーソナル通信網）, （050ではじまる電話番号）@cmchuo.nttpnet.ne.jp（NTT中央パーソナル通信網）, （050ではじまる電話番号）@cmtokai.nttpnet.ne.jp（NTT東海パーソナル通信網）, （050ではじまる電話番号）@cmkansai.nttpnet.ne.jp（NTT関西パーソナル通信網）, （050ではじまる電話番号）@cmchugoku.nttpnet.ne.jp（NTT中国パーソナル通信網）, （050ではじまる電話番号）@cmshikoku.nttpnet.ne.jp（NTT四国パーソナル通信網）, （050ではじまる電話番号）@cmkyusyu.nttpnet.ne.jp（NTT九州パーソナル通信網）
  - パルディオEメール（サービス終了）
(070で始まる電話番号)@em.nttpnet.ne.jp, ○○@mb2.em.nttpnet.ne.jp, ○○@△△△.em.nttpnet.ne.jp
- アステル
  - ドットi@phoneメール（サービス終了）
○○@phone.ne.jp
  - MOZIOeメール（サービス終了）

○○@mozio.ne.jp, ○○@△△.mozio.ne.jp
- ソフトバンク
  - Y!mobileブランド（旧・ワイモバイル株式会社による、旧・ウィルコムPHS事業の継承以降）
    - PHS用Eメール
○○@y-mobile.ne.jp〔ソフトバンク（Y!mobileブランド）に移行した継続契約者・メールアドレス持ち運びサービス利用者は引きつづき使用できる[9]〕

  - イー・モバイル（廃止）
    - emobileメール

○○@emobile.ne.jp
    - EMモバイルブロードバンド メールサービス

○○@bb.emobile.ne.jp
    - EMnetメール（※EMnet未契約の場合はMMSになる）

○○@emnet.ne.jp
    - EMメール-S

○○@emobile-s.ne.jp
  - ウィルコム
    - Eメール（サービス終了）
○○@willcom.com〔ソフトバンク（Y!mobileブランド）に移行した継続契約者、およびはメールアドレス持ち運びサービス利用者は引きつづき使用できる[9]〕
○○@wcm.ne.jp（PHS向けスマートフォンからの継続契約者）
    - papipo!メール（廃止　キッズケータイpapipo!専用）
○○@bandai.jp
    - 旧DDIポケットグループ
      - PメールDX（サービス終了）
○○@pdx.ne.jp〔ウィルコムを経てソフトバンク（Y!mobileブランド）に移行した継続契約者、およびはメールアドレス持ち運びサービス利用者は引きつづき使用できる[9]〕
      - H"LINK（廃止）
○○@d△.pdx.ne.jp, ○○@wm.pdx.ne.jp

## MMS
日本のキャリアメールは、独自に進化して音声・動画・写真などの添付ができるように発展した。一方、日本以外の地域ではキャリアメールが存在しないため、WAPフォーラム（オープン・モバイル・アライアンスの前身）が中心となり、2001年頃にMMS(マルチメディア・メッセージング・サービス)の最初の仕様が策定された。これにより携帯電話から各種のメディアファイルの送付ができるようになり、これが世界標準仕様となった。
MMSでは、インターネットとのメール交換のためにキャリアメールと同じく事業者所有ドメインを使用したメールアドレスも使うことができるため、MMSは世界標準版のキャリアメールとみなせないこともない。ただキャリアメールが広く普及していた日本でも、標準規格に準拠するためにMMSに対応せざるを得なくなった。そこでボーダフォンが、2001年にJ-PHONEを買収すると、2002年に日本でも3Gで世界共通サービスVodafone Live!の一環としてMMSを導入。スカイメールは2Gサービス専用になった。auについても、ボーダフォンに遅れてMMSを採用した。NTTドコモでは、大手事業者の中で唯一MMSを導入せず、iモードメールとMMSのゲートウェイを設け、メッセージ交換をする方式を選んだ。
利用者側から見た、キャリアメールとMMSの大きな違いは、以下の通りである。
- MMSでは、コンテントアダプテーション（画像サイズの縮小などのように、受信端末能力に応じた内容の改変がある）がある。しかしキャリアメールでは、原則的に改変はされない。
- MMSでは相手先の指定にメールアドレスに加えて電話番号も使用することができる。キャリアメールでは、電話番号は使用できない。

## 迷惑メール対策
携帯電話事業者は当初、SMSと同様にメールアドレスのアカウント名部分に電話番号を用いていた。この規則性が仇となり、またインターネットから発信される電子メールの送信コストは非常に安いことから、2001年頃には迷惑メールが激増。迷惑メールの大量受信によってメールボックスがあふれたり、存在しないメールアドレスへの大量送信とバウンスメールにより通信回線が輻輳し、またサーバ処理能力を超えてしまったことでサービスが停止したりメール配送が遅延したことで、訴訟になったり 逮捕される事態も起きている。また利用者が望まない内容のメールであることや、昼夜を問わないメールの受信などにより苦情が相次いで、社会問題になったこともあり、以下のような迷惑メール対策が取られるようになった。
またインターネットサービスプロバイダも同様の対策を行い、パソコンから送信される迷惑メール全体の抑制を図った。ただ、様々対策を行っているにもかかわらず、迷惑メールの完全な排除は難しく、根本的な解決には至らないのが現状である。

### メールアドレス推測の困難化
初期値として使用していた電話番号を使用したメールアドレスをやめ、ランダムな英数字（後で任意のアカウント名に変更可能）に変更することで迷惑メールの到達率を下げ、悪質な送信者に送信をあきらめさせることを意図した。なおauでは最初から任意のアカウント名を決められる仕組みだったため、これらの対策は取る必要がなかったが、Cメール(SMS)の「Eメールお知らせ機能」が悪用されたため、2001年12月に「Eメールお知らせ機能」自体を廃止した。また利用者に英数字が混在したものや、文字数が多いメールアドレスを使用することも推奨した。その他にもメールアドレス変更機能を悪用するとメールアドレスの推測が可能であったため、1日のメールアドレスの変更回数に制限を設けた。

### フィルタリング機能
自動生成されたランダムなメールアドレス・ありがちなパターンを組み合わせたメールアドレスにも迷惑メールが送信され始め、また送信者のメールアドレスを詐称してフィルタリングをかいくぐろうとする事例が増えてきたことから、以下のような対策が行われている。
- 携帯・PHS以外の受信拒否
- なりすましメール拒否（送信ドメイン認証（Sender ID・SPF）など）
- URL付きメールの受信拒否
- ドメイン・アドレス指定受信
- ドメイン・アドレス指定拒否
- 学習型迷惑メールフィルタ
- アドレス帳サービスに未登録のメールアドレスからの受信拒否
- 大量送信者からの受信拒否
- HTMLメールの受信拒否
- 未承諾広告拒否

宛先不明メールが大量に含まれる場合はすべてのメールが受信拒否されたり、大量送信者からのメールは拒否されたり、場合によってはバウンスメールすら返ってこないなどの対策も取られている。
また指定された条件に従い、メールを自動でフォルダ分け・削除する機能を持った携帯電話端末もある。

### 利用停止・送信数制限
以上の対策が功を奏するようになった2003年頃から、携帯電話とパソコンを接続して、携帯電話から大量の迷惑メールを送信する悪質な送信者が現れた。そこでパソコンとの接続はパケット定額制の対象外にしたり、パソコンとの接続機能を削除したりインターフェースの仕様を非公開にした機種を発売する対策を取った。しかし携帯電話の基板に直接配線を追加して、パソコンから携帯電話を制御する悪質な送信者もあらわれた。そのため各事業者は迷惑メール申告窓口を設置し、利用者から情報収集するとともに、悪質な送信者が使用する携帯電話を利用停止・契約解除し、新規契約も拒否する対策を取った。
これらの対策をとっても、プリペイド式携帯電話・名義貸しでの新規契約・飛ばし携帯などによって迷惑メールの送信が続いたため、2003年末から各事業者で一定時間内での最大送信数・1回あたりの最大送信数の制限を実施。これらの対策により、携帯電話から発信される迷惑メールは激減した。
また迷惑メール申告窓口からの情報や、悪質な利用者の情報も各携帯電話事業者で共有している。

### メールヘッダ閲覧サービス
キャリアメールではデータ容量の削減・通信速度の高速化を目的に、受信時には必要最低限度のメールヘッダしか閲覧できなかった。
そこで利用者が迷惑メールの送信先を判別しやすくするために、メールヘッダ表示サービスを開始した。

### OP25B
インターネットサービスプロバイダは、動的IPアドレスからのメールを抑止するOutbound Port 25 Blocking（OP25B）を講じることで、パソコンなどから送信される迷惑メールの送信抑制を図った。

## セキュリティ上の懸念
「Google 透明性レポート」および「Twitter透明性センター」によれば、日本のキャリアメールの暗号化率の割合は、低い水準となっている。暗号化されていないメールは、漏洩や傍受の懸念が生じる。